# Verrucosa zebra
Verrucosa zebra är en spindelart som först beskrevs av Eugen von Keyserling 1892.  Verrucosa zebra ingår i släktet Verrucosa och familjen hjulspindlar. Inga underarter finns listade i Catalogue of Life.